# Brunnkogel
Brunnkogel – szczyt w grupie Salzkammergut-Berge, części Północnych Alp Wapiennych. Leży w Austrii w kraju związkowym Górna Austria. Na szczycie znajduje się krzyż.

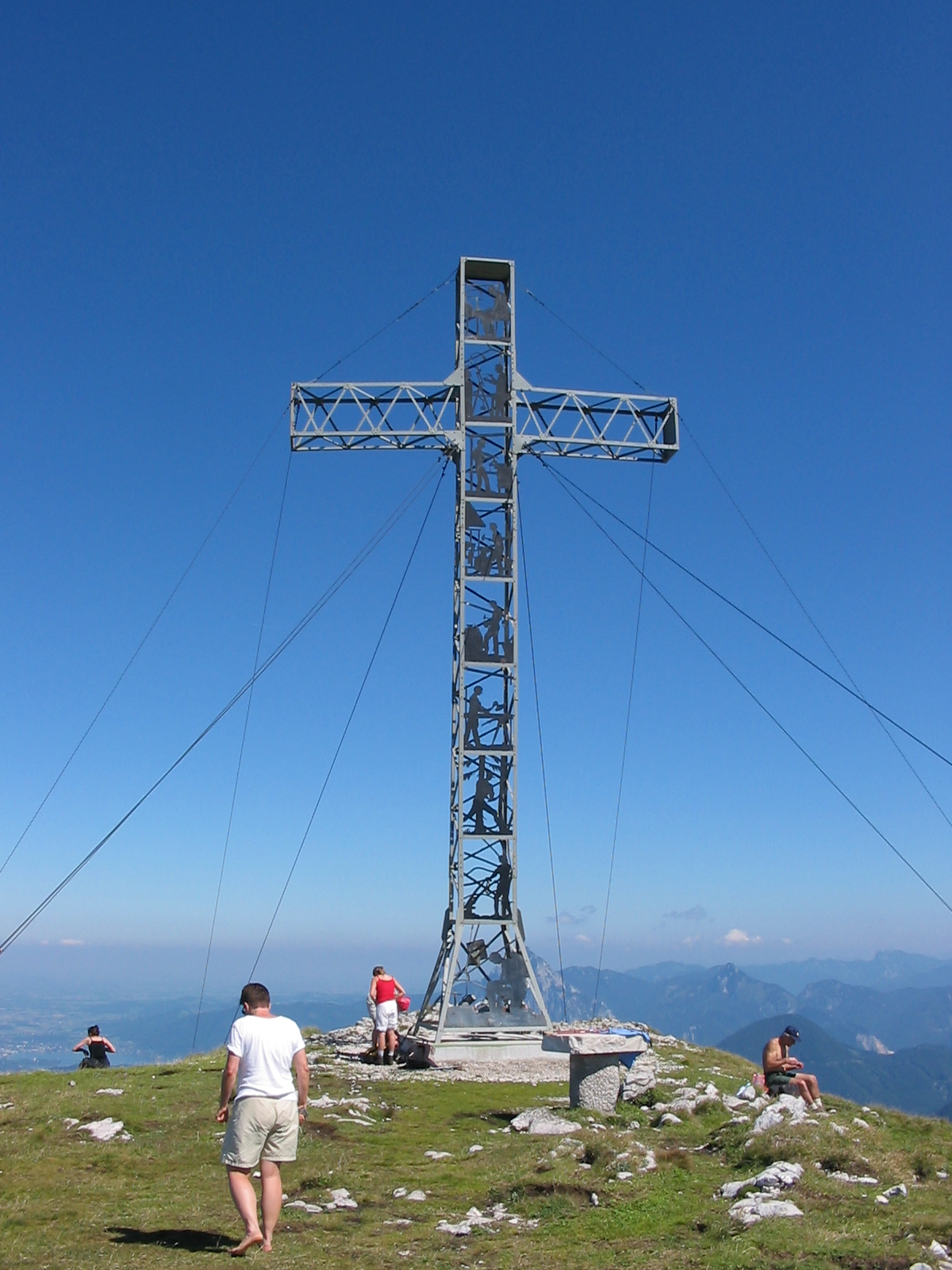
Krzyż na szczycie